# Ulachan-Sis (Kolyma-Tiefland)
Der Ulachan-Sis-Rücken (russisch Кряж Улахан-Сис), auch nur Ulachan-Sis (Улахан-Сис) genannt, ist eine bis 757 m hohe, etwa 160 km lange und jeweils im Nordosten der Republik Sacha (Jakutien), von Sibirien und Russland (Asien) gelegene Gebirgskette im Kolyma-Tiefland.

## Geographische Lage
Der Ulachan-Sis-Rücken liegt als felsige Gebirgskette durchschnittlich rund 370 km nördlich des nördlichen Polarkreises östlich der Grenze von Jana-Indigirka-Tiefland und Kolyma-Tiefland, den West- und Ostteilen des Ostsibirischen Tieflands, das wiederum westlich, südlich und östlich vom Ostsibirischen Bergland und nördlich von der Laptewsee (Randmeer des Nordpolarmeers) umgeben ist.
Die Kette ist die östlich der Indigirka gelegene Fortsetzung der Ostausläufer des Polousnyrückens. Von diesem Fluss kommend stößt die Kette mit dem östlich an sie anschließenden Suor-Ujata-Rücken als langgestreckter und schmaler Sporn in West-Ost-Richtung in das Kolyma-Tiefland. Nach Norden geht sie über die Flusstäler der in der Kette entspringenden Großen Ertscha und des weiter nordöstlich davon fließenden Schandrin in das Kondakow-Plateau über.
Nordöstlich, östlich und südöstlich der Kette liegt das Kolyma-Tiefland, das vor allem von der Kolyma, aber auch vom an der Nordflanke der Kette entspringenden Sundrun durchflossen wird. Nach Süden leitet die Landschaft über die Täler der jeweils in der Kette entspringenden Flüsse Arga-Jurjach und des westlich davon verlaufenden Chatystach zum Alaseja-Plateau über, und in westlichen Richtungen fällt sie in das Jana-Indigirka-Tiefland ab, das von Jana und Indigirka durchflossen wird. Der höchste Berg ist die im Westteil der Kette gelegene Wilka (757 m).

## Geologie, Flora und Fauna
Geologisch betrachtet besteht der Ulachan-Sis-Rücken aus Graniten, devonischem Sandstein und Vulkaniten. Aufgrund der Nähe der arktischen Laptewsee herrscht Permafrostboden vor mit für die Tundra typischer Vegetation aus Moosen und Flechten. In den tieferen Regionen wachsen in einigen Bereichen boreale Nadelwälder (Taiga) mit Lärchen.

## Ortschaften
Der Ulachan-Sis-Rücken ist unbewohnt, jedoch liegt westlich am Fluss Indigirka das Dorf Pochwalny.